# Augustines Soeurs Noires
Die Augustines Soeurs Noires bildeten eine römisch-katholische Schwesterngemeinschaft, welche wie so viele andere auch, in einer Zeit des Booms gegründet wurden und das kommende Jahrhundert nicht überstehen sollten.
Am 16. Juli 1833 trafen zwei Soeurs Noires de Louvain (Löwen) in Tournai ein und gründeten hier eine neue Kongregation bischöflichen Rechtes. Die Schwestern, welche auf Wunsch des Bischofs kamen und ihren Dienst im städtischen Hospital Notre-Dame verrichteten, ließen sich in einem Haus auf der Rue des Carmes nieder. Es schien so, als habe die junge Kongregation gute Chancen für die Zukunft, denn bereits in den Monaten September und Oktober meldeten sich die ersten sieben Postulantinnen, welche dann auch am 7. Januar 1834 in der Pfarrkirche St. Jakobus eingekleidet wurden. Im November 1839 bezog die kleine Gemeinschaft ein neues Haus an der Rue Notre-Dame, welches direkt dem Hospital gegenüberlag. Schon zu Beginn ihres Wirkens wurde die Gemeinschaft in zwei Konvente geteilt, wovon der eine direkt im Hospital, der andere aber im Mutterhaus lebte. Nachdem sich die Schwestern am 7. März 1928 dem Augustinerorden aggregiert hatten, zeigte sich in der Zeit des Zweiten Weltkriegs, dass die Kongregation, welche nie sehr zahlreich war, in Zukunft kaum selbständig weiterbestehen konnte, so dass der Bischof sie mit einer anderen Kongregation zu vereinigen suchte. Die Schwestern konnten dieses Unterfangen mit Erfolg abwehren. Lebten im Jahre 1968 noch neun Schwestern in den beiden oben genannten Konventen, so starb die Kongregation doch in den nächsten Jahren aus. Die letzte Schwester verließ das Kloster im Jahre 1986.